# Bermuda
Bermuda egy szigetcsoport az Atlanti-óceánban. Jogilag az Egyesült Királyság tengerentúli területe. 150 szigetből és mintegy 200 korallzátonyból áll. A szigetek közül csupán 20 lakott, ezek közül tízet hidak kötnek össze.

## Földrajz

Domborzati térkép

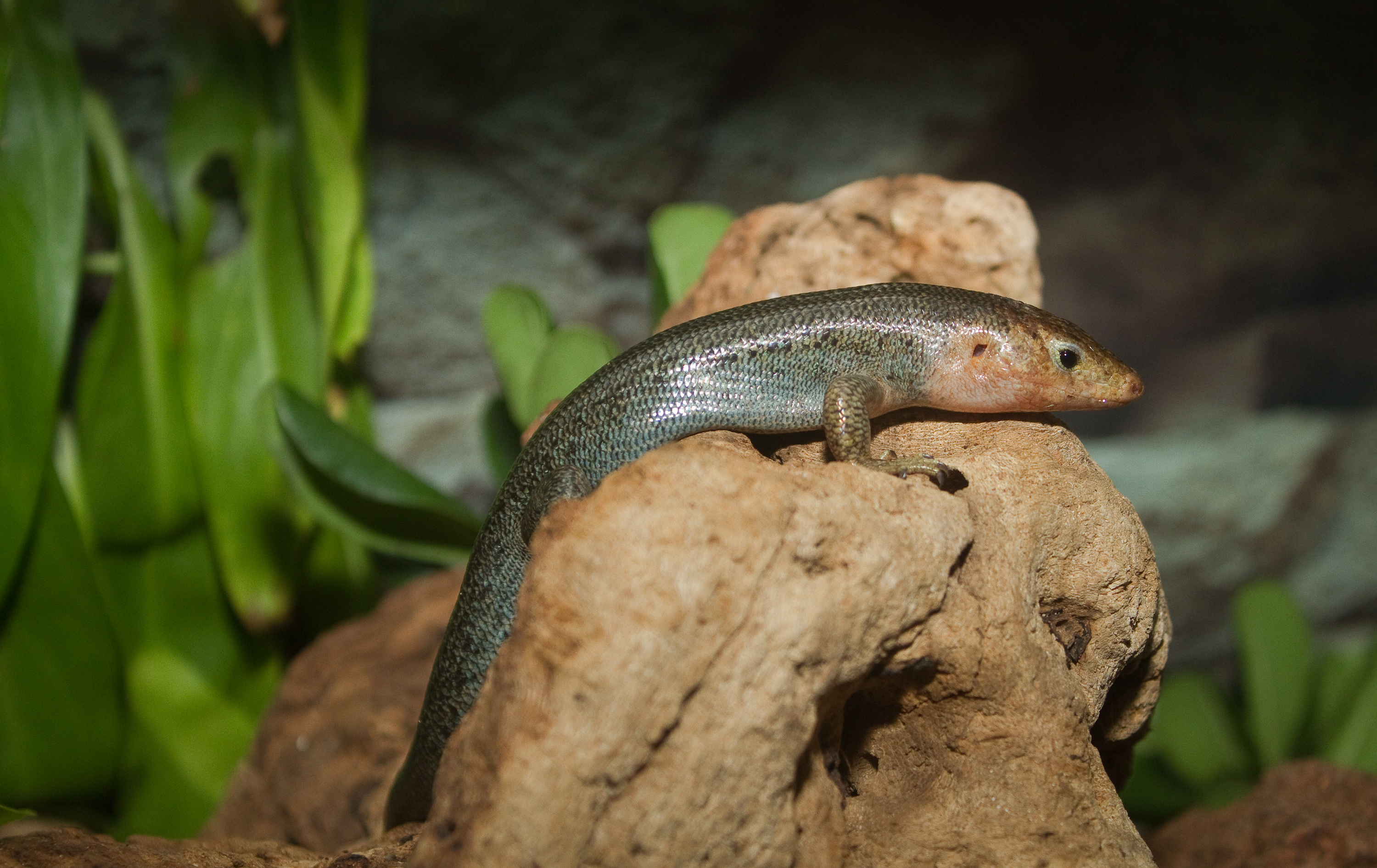
Bermudai szkink

A Bermuda-sziget éghajlata szubtrópusi. Szeptemberben általában több hurrikán is végigsöpör rajta.
Legmagasabb pontja a Town Hill (79 m).
Több nemzeti park is található a szigeten.

## Történelem
Bermudát az európaiak az 1500-as évek elején fedezték fel, néhány forrás alapján valószínűleg 1503-ban. Egészen biztosan ismert volt 1511-ben, amikor Peter Martyr d'Angheira megjelentette Legatio Babylonica című művét. Abban az évben egy spanyol térkép is ábrázolja a szigetet. A sziget felfedezését Juan de Bermúdez spanyol felfedező nevéhez szokás kötni. A szigeteket spanyol és portugál hajók használták élelmiszer és ivóvíz készletük kiegészítésére, de a szellemekről és ördögökről szóló legendák, amit táplált egy rémületes madárhang (legvalószínűbben a bermudai viharmadáré), és a folyamatosan viharos, hajótöréssel fenyegető időjárás (a legtöbb korai látogató ezt tapasztalta), elvette a kedvet állandó település alapításától az Ördögszigeten.
Bermúdez de Oviedo és Gonzalo Fernández de Oviedo 1514-ben vagy 1515-ben hordólerakatot kívánt alapítani a szigeten az áthaladó hajók élelmiszerrel és friss vízzel való ellátására. A rossz időjárás azonban megakadályozta a partraszállást. Néhány évvel később egy Santo Domingóból jövő portugál hajó beékelődött a korallzátony sziklái közé. Legénysége életét mentve a következő négy hónapban új hajótestet épített bermudai cédrusból (Juniperus bermudiana L.) és visszatért eredeti kiindulási helyére. Legvalószínűbb, hogy ők hagyták egy sziklában az R és P betűket és az 1543 évszámot. A betűk valószínűleg a „Rex Portugaliae” kifejezés rövidítése és később pontatlanul kapcsolták őket a spanyolokhoz, amikor elnevezték a Bermuda peremén levő sziklákat.
A következő évszázadokban a szigeteket gyakran látogatták, de nem volt állandó település ott. Amikor Virginiában az első két település tönkrement, Bermudát I. Jakab angol és skót király a Virginia Társaságnak (The Virginia Company) adományozta. 1609-ben egy flottilla futott ki Angliából a Társaság tengernagya, Sir George Somers parancsnoksága alatt, hogy újjáélessze a két évvel korábban alapított Jamestownt Virginiában. A flottillát szétszórta a vihar, a Sea Venture zászlóshajó zátonyra futott Bermudánál, (az esemény belekerült Bermuda címerébe), a túlélők vezetői lettek az új terület birtokosai. (William Shakespeare A vihar című színművét William Strachey beszámolója ihlette.) A szigetet a brit korona nevében birtokba vették, és a Virginia Társaság alapító okmányát kiterjesztették rá. 1615-ben a szigetet egy új társaság, a Somers Isles Company (Somers Isles maradt a gyarmat hivatalos neve sokáig) tulajdonába adták át, amelyet ugyanazok a részvényesek alapítottak, mint a Virginia Társaságot. Bermuda szoros virginiai kapcsolatára emlékeztetnek olyan virginiai helynevek, mint Bermuda City vagy Bermuda Hundred. Bermudán verték az első amerikai brit pénzérméket.
A Sea Venture legtöbb túlélője 1610-ben érkezett Jamestown-ba két bermudai építésű hajón. Köztük volt John Rolfe, aki feleségét és gyermekét Bermudán temette el, de Jamestownban feleségül vette Pocahontast, Powhatan leányát. Rolfe egy személyben tartotta kezében Virginia kezdeti dohányiparát (a gyarmat fő gazdasági tevékenysége a fakitermelés megkezdéséig).
Bermudán a szándékos letelepedés a Plough nevű hajó 1612-es érkezésével kezdődött.
A korlátozott földterület miatt Bermudán mindig nehéz volt a lakosság növelése. A letelepülés első két évszázadában a kiegyensúlyozott bevándorlás miatt a népesség kezelhető nagyságú maradt. Az amerikai forradalom előtt több mint tízezer bermudai emigrált, főleg az amerikai Délre, ahol Nagy-Britannia átvette Spanyolországtól a domináns európai hatalom szerepét. A folyamatos elvándorlás folytatódott a 19. század végéig. Akkoriban a tengerjárás volt az egyetlen tömegeket foglalkoztató gazdasági ág, volt idő, amikor a sziget férfilakosságának egyharmada volt egy időben a tengeren. A föld és erőforrások korlátozottsága vezetett az Újvilág első természetvédelmi törvényéig, 1616-ban és 1620-ban törvénnyel tiltották be bizonyos madarak és fiatal teknősök vadászatát.
1649-ben az angol polgárháború jelentős eseménye volt I. Károly angol király kivégzése Londonban. Ennek hírére kitört a bermudai polgárháború; milícia alapítása lett a vége. Ezt a koronához hű bermudai többség hozta létre és elnyomta a puritánokat és independenseket. Őket azért küldték száműzetésbe Bahamára, mert megtagadták a hűségesküt a királyra.
A 17. században a Somers Isles Company leépítette a hajógyártást, a szigetlakókat földművelésre szorította, mert az nagyobb jövedelmet hozott. De a mezőgazdálkodás csak korlátozott eredményeket hozott. Bermudai cédrusból készült dobozokat használtak a dohány Angliába szállítására. Ezek a dobozok többet értek, mint a bennük levő dohány. A virginiai dohány felülmúlta a bermudait mind mennyiségben, mind minőségben. A Somers Isle Company feloszlatása után a szigetlakók azonnal abbahagyták a mezőgazdálkodást, visszatértek a hajóépítéshez, földjeiken a gyorsan növő bermudai cédrust (Juniperus bermudiana) termesztették. Miután megszerezték a gyakorlati ellenőrzést a Turks-szigetek felett, a bermudaiak kiirtották az ottani erdőket, és sókereskedelembe kezdtek, ami Bermuda gazdaságának sarokköve maradt a következő évszázadban.
A bermudai tengerészek nem csak sókereskedelemmel foglalkoztak. Jelentős volt a bálnavadászat, a brit korona nevében folyó kalózkodás és a kereskedelmi hajózás. A bermudai szlup sebességéről és manőverező képességéről volt ismert. A trafalgari csata után a Pickle nevű bermudai szlup, ami akkor a Brit Királyi Haditengerészet egyik leggyorsabb hajója volt, vitte meg Angliába a győzelem és Nelson halálának hírét.
Az amerikai függetlenségi háború után a Királyi Haditengerészet kikötőt és hajógyárat épített Ireland-szigeten, a szigetlánc nyugati végén, a nyugati Atlanti-óceán hajóútjainak ellenőrzésére. Az 1815-ös angol-amerikai háború idején itt volt az angol flotta egyik fontos támaszpontja. Innen indították azokat a támadásokat, amelyek során többek között Washingtont is elfoglalták rövid időre. Később a bermudai Királyi Hajógyárat ismét megerősítették az amerikai támadás veszélye miatt. A munkát James Arnold vezette 1816-ban. Arnold a hírhedt amerikai áruló, Benedict Arnold fia volt. Manapság a Maritime Museum (Tengeri Múzeum) működik a Királyi Hadihajógyár egykori főbiztosi házában. A múzeum a támaszpont katonai történetét mutatja be.
Mivel Bermuda aránylag közel fekszik az Egyesült Államok délkeleti partjaihoz, az amerikai polgárháború idején a déliek blokádkerülő hajói rendszeresen a szigetekről indultak, hogy az északiak hadihajóit elkerülve brit hadianyagot szállítsanak a délieknek. St. George's-ban a régi Globe Hotel volt a déli ügynökök törzshelye. Ez ma múzeum.
A korai huszadik században, a modern szállítási és hírközlési rendszer kialakulásával Bermuda a gazdag amerikai, kanadai és brit turisták népszerű úti célja lett. Az Egyesült Államok 1930-as vámtarifa-törvénye nyomán Bermudán jelentős turistaipar fejlődött ki. 1994-ben Henry Vassey, a Bermudai Kereskedelemfejlesztési Hatóság vezetője indítványozta a bermudai képviselőháznak, hogy csatlakozzanak Kanadához. Bermuda négy metodista gyülekezete a Kanadai Egyesült Egyházhoz csatlakozott, létrehozva az Egyesült Egyház Tengermelléki Konferenciájának (székhelye Sackwille, Új-Brunswick) Bermudai Presbitériumát.

## Népesség

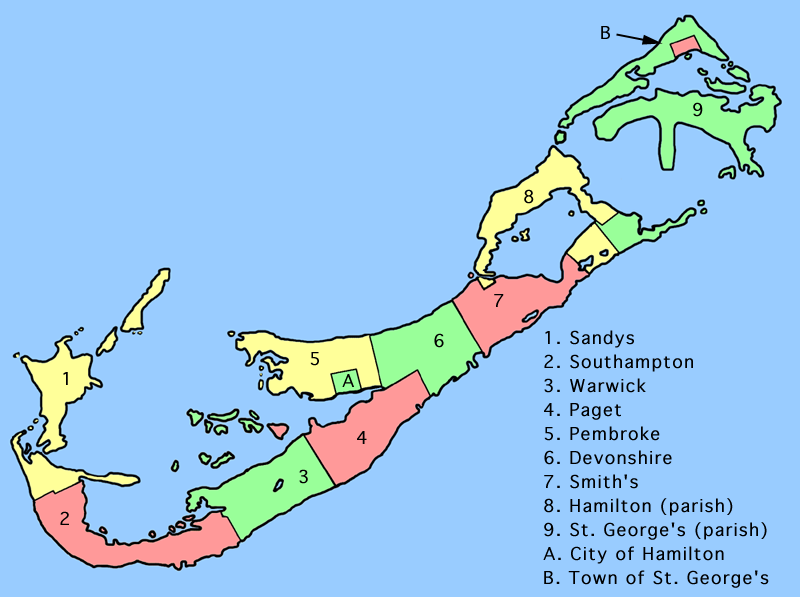
Bermuda közigazgatási beosztása

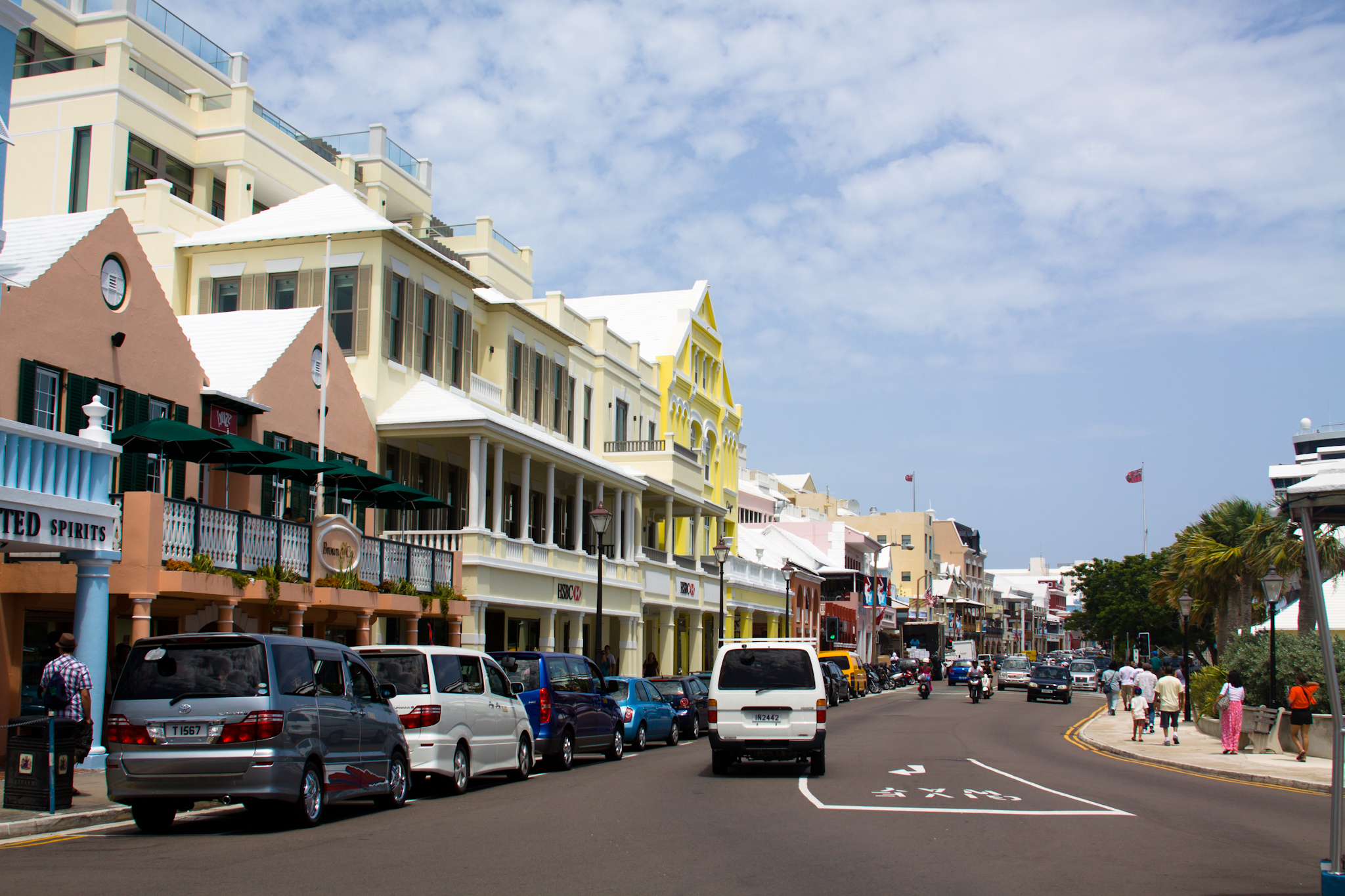
A főváros, Hamilton egy utcaképe (Front Street)

A népesség közel, 55-60%-a fekete bőrű, részben az afrikai rabszolgák, részben pedig a Karib-tengeri szigetvilág akkorra már felszabadult, és Bermudára emigrált fekete lakosainak leszármazottai. Az európai lakosság aránya: 34-36%, kizárólag a brit gyarmatosítók utódai, szép számmal akadnak köztük szegény ír és skót telepesek leszármazottai. 6% mulatt, azaz fekete-fehér keverék. További 4% indiai bevándorló, akik akkor érkeztek a szigetre, amikor még India is a Brit Birodalomhoz tartozott.

## Politika
A szigetcsoport a legrégebbi önkormányzattal rendelkező kolóniája az Egyesült Királyságnak, 1620-ban alapított parlamentje a világon a harmadik legrégebb óta folyamatosan fönnálló törvényhozó testület. Bermuda politikája hagyományosan kétpárti jellegű, a választásokon a főleg feketék által támogatott Progresszív Munkáspárt (Bermuda) (PLP) és a fehérek körében népszerűbb Egy Bermuda Szövetség (OBA) verseng egymással. A Bermudai függetlenségi mozgalom relatíve alacsony támogatottságú a népesség körében, a politikai pártok közül a jelenleg is kormányzó PLP támogatja.

## Gazdaság
Fő kiviteli cikkei az illóolajok, gyógyászati alapanyagok, zöldségfélék, vágott virágok.Jelentős bevétel származik a pénzügyi szolgáltatásokból. Szinte minden élelmiszert és közszükségleti cikket importálnak, elsősorban az USA a fő kereskedelmi partner. Az ipara nem jelentős, a sziget mindössze 6%-a művelhető terület. Bermuda saját pénznemmel, a bermudai dollárral rendelkezik.

## Kultúra

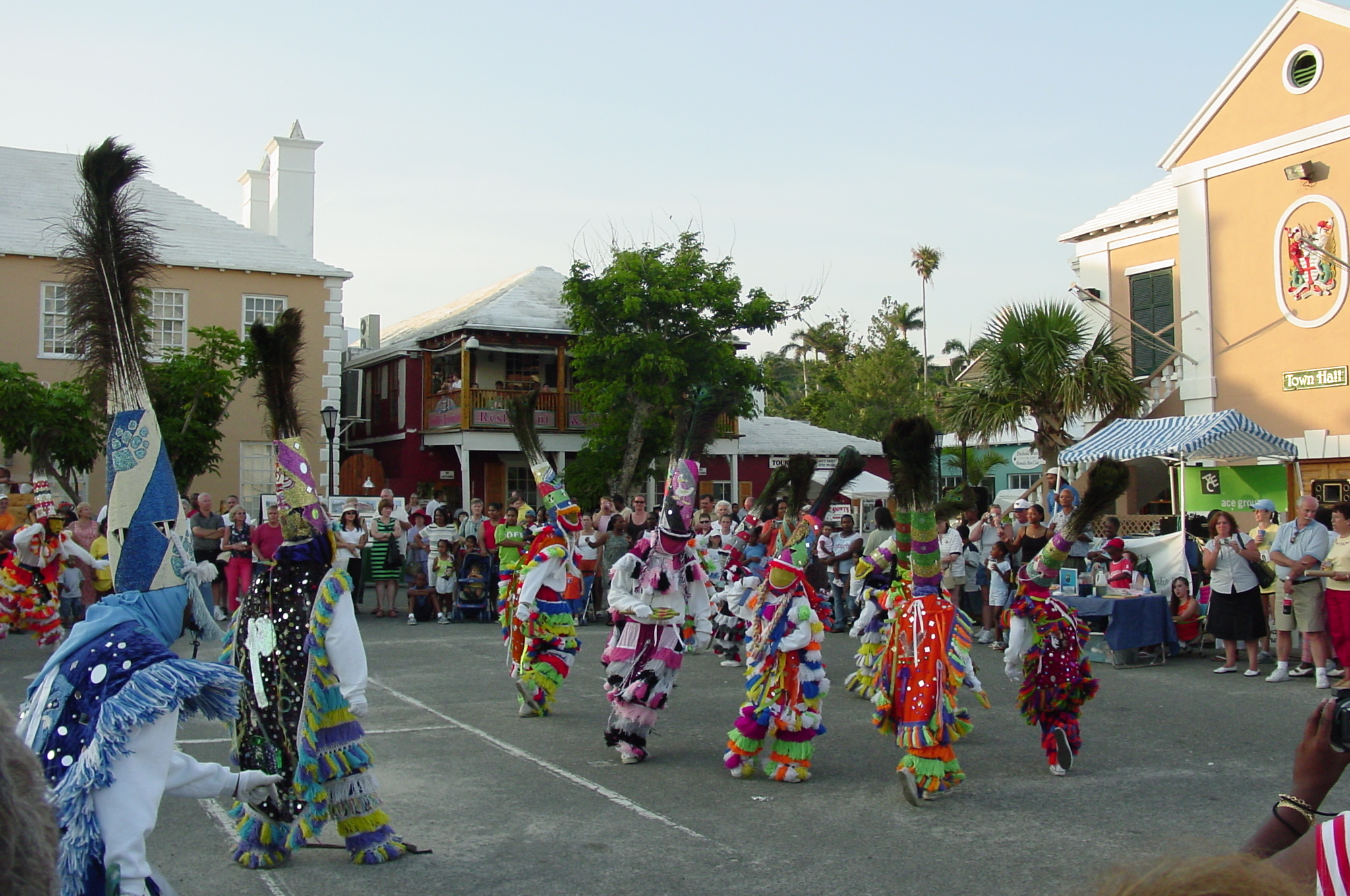
Egy fesztivál táncosai, Gombey

### Gasztronómia

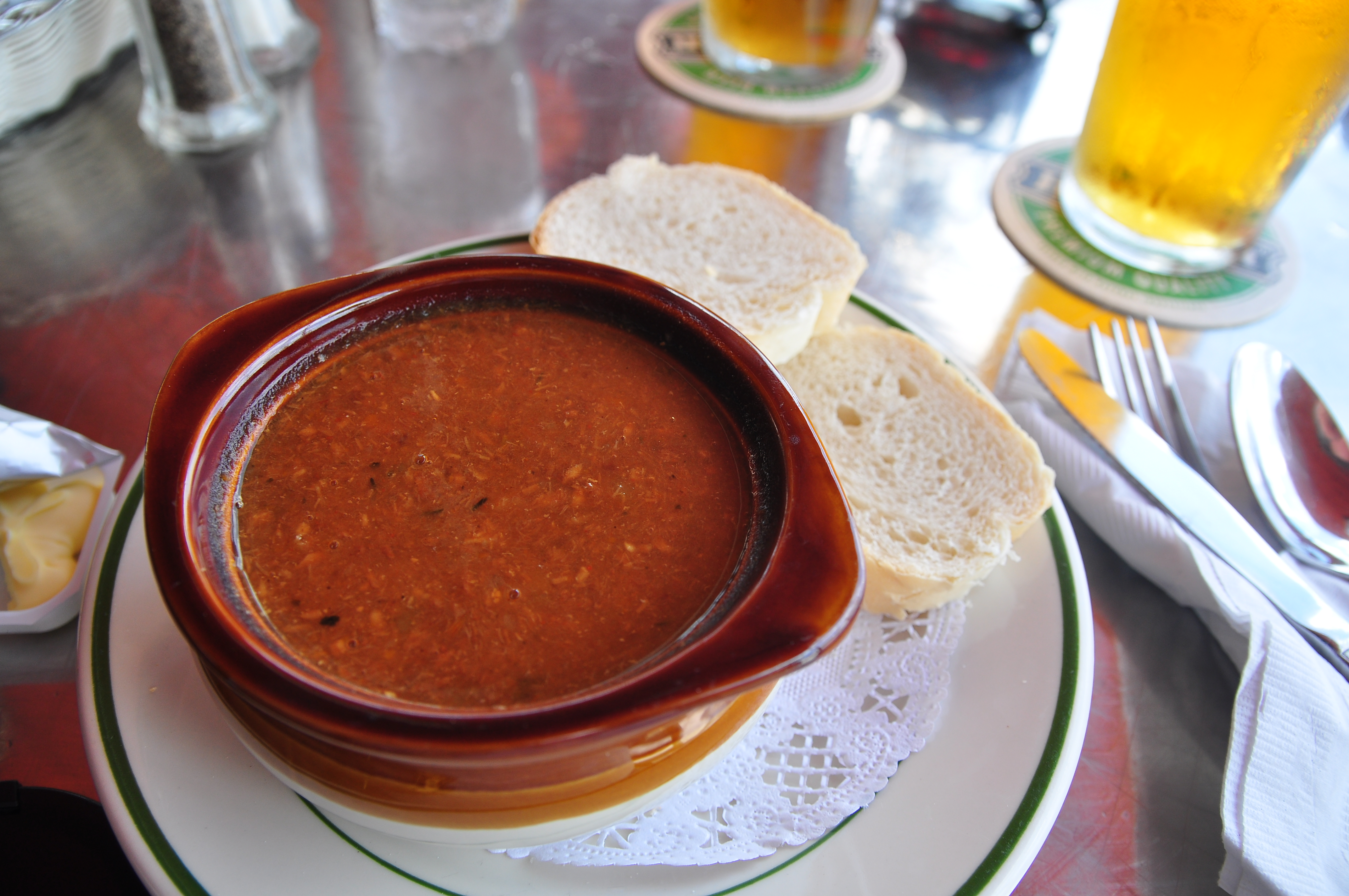
Bermudai halászlé.

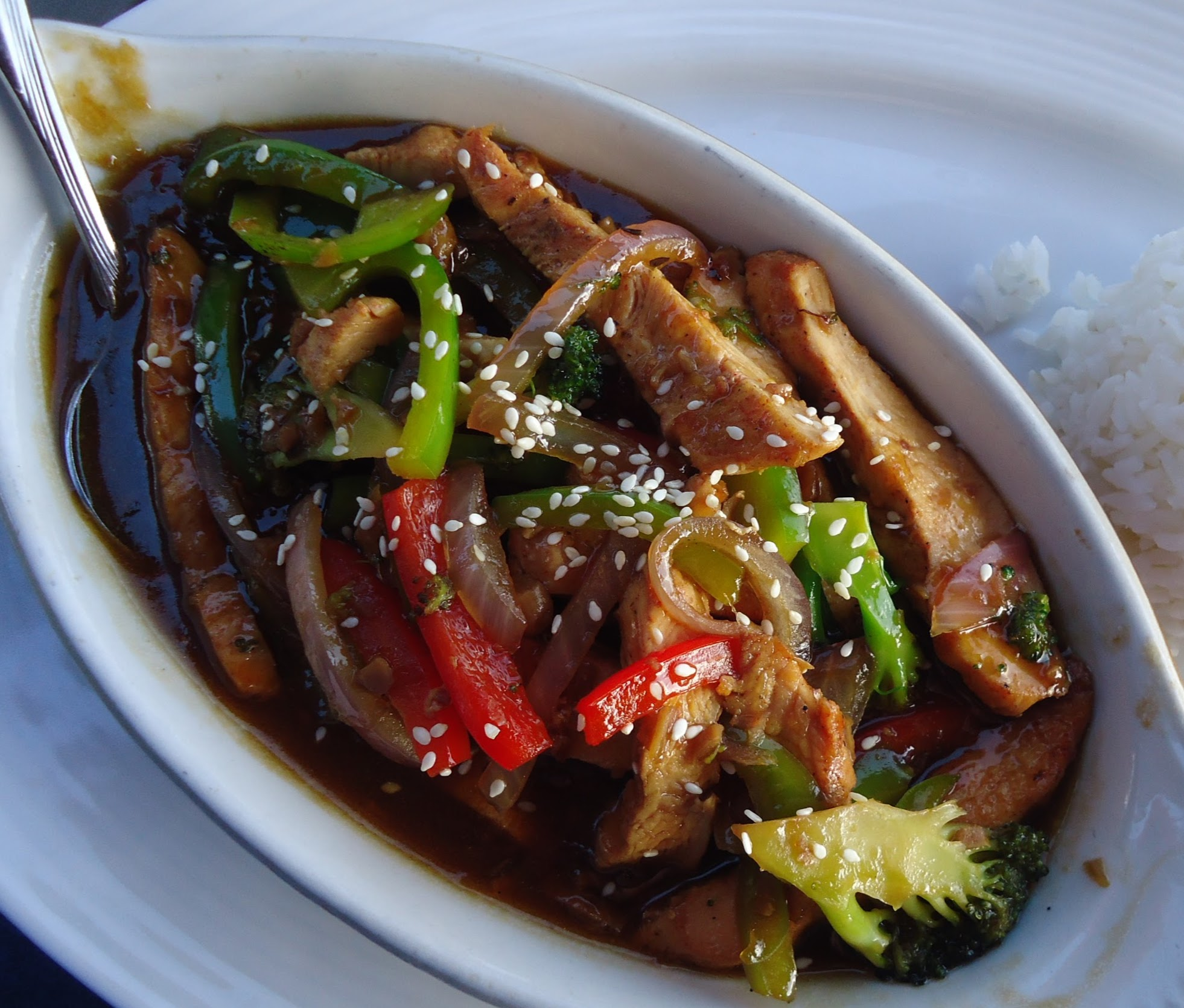
Cherryben pácolt paprika.

A bermudai konyha angol és portugál elemek ötvöződéséből jött létre. Nagy szerepe van a különböző halfajoknak, legfőképp a makrélának vagy a skorpióhalnak. A hagyományos ételek közé tartozik továbbá a tőkehal és a krumpli, amelyet kemény főtt tojással és vajjal vagy olívamártással ízesített banánnal esetleg portugál hatásra paradicsomos-hagymás mártással, borsóval és rizzsel szolgálnak fel. Bermuda specialitása a Hoppin' John nevű babos rizs, a rakott papaya és tejes halleves.
Számos hozzávalóhoz behozatal útján férnek hozzá a bermudaiak.
A burgonya és hal kombinációjával készülő ételek, amelyeket mártásokkal ízesitenek számos kínálattal bírnak a Bermudákon. A bermudai halászlé a szigetek nemzeti étele, amelyhez zöldségeket és szalonnazsírt is adnak. A fogást fekete rummal szokták leöblíteni. Felszolgálnak mellé ezenkívül cherryben pácolt paprikát is.
Hétvégi reggeliként gyakran esznek tőkehalat. Ugyancsak különlegesség a cápa hastájéki húsának használata.
Bermudán gyakorlatilag mindenféle zöldség megterem. Rengeteg káposztát, tápiókát, dinnyét, zellert, uborkát, babot, zöldborsót, sárgarépát, pasztinákot, paprikát, retket és fehérrépát termelnek. A lenmagot is szívesen használják a konyhán. A szigetek gyümölcsökben is bővelkednek: található eper, citrancs, naspolya, cseresznye és papaya.
A bermudai kenyérfajták nyugat-indiai vagy mexikói eredetűek. Desszertkülönlegesség a banánnal készülő, vastagtésztájú palacsinta, amit rummal és barnacukorral sütnek ki. Gyakori desszert továbbá a pudinggal, eperrel, banánnal, dióval, zselével és őszibarackkal töltött piskótatekercs.

## Közlekedés
- Közutak hossza: 450 km
- Repülőterek száma: 1
- Kikötők száma: 3

## Sport

### Olimpia
Bermuda eddig két érmet szerzett a játékok során. Clarence Hill bronzérmes lett ökölvívásban 1976-ban, az ország történetének első olimpiai aranyérmét triatlonban Flora Duffy nyerte az egy évvel elhalasztott 2020-as nyári olimpián 2021. július 27-én. Bermuda az első százezer alatti lakosú ország, amelynek olimpiai aranyérme van.

### Krikett
Bermudán népszerű sport a krikett. Az első (feljegyzett) mérkőzést már 1844-ben lejátszották, a bermudai válogatott pedig 2006-ban egyike lett a világ azon kevés válogatottjának, amely jogosult volt egynapos nemzetközi mérkőzéseket játszani. 2009-ben azonban gyenge eredményeik miatt ezt a lehetőséget elvesztették.

### Labdarúgás

#### Eredmények
- Pánamerikai játékok
  - Ezüstérmes: (1967)
- Közép-amerikai és karibi játékok
  - Bronzérmes: (1974, 1978)